# 白水鉱泉

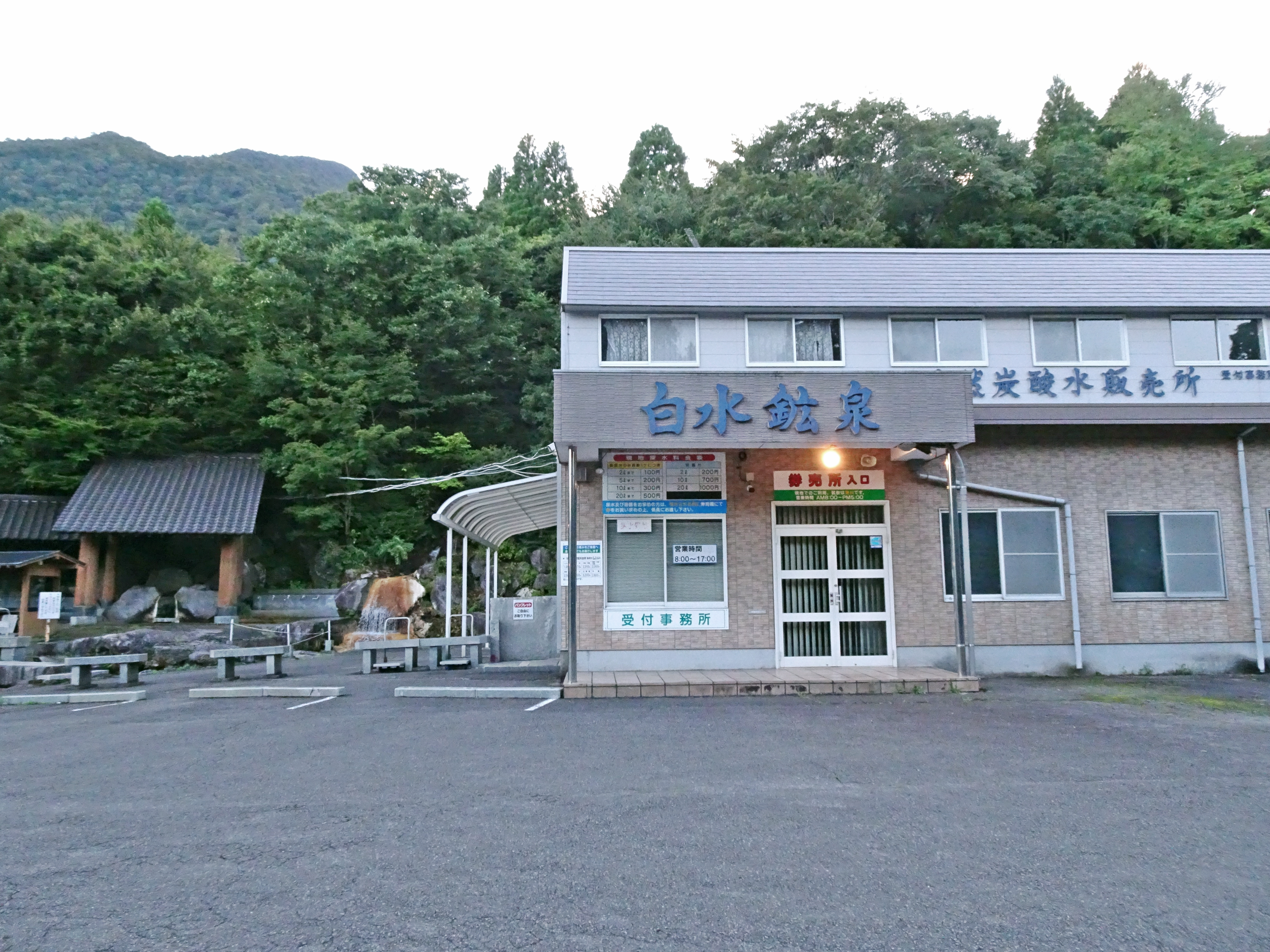
白水鉱泉の社屋と取水場

白水鉱泉（しらみずこうせん）は、大分県中南部の由布市庄内町阿蘇野にある鉱泉。日本では珍しい純粋な天然炭酸水の鉱泉（単純二酸化炭素泉）として有名である。
九重連山東部に位置する黒岳（標高1,586 m）の山麓にあり、黒岳への登山口でもある。「白水」という名は、鉱泉に含まれる多量の二酸化炭素のために、周囲の岩や土壌が白く染まり、湧き出す水が白く見えることに由来する。
鉱泉は、「ラムネ水」とも呼ばれて飲用とされ、砂糖を加えるとサイダーに似た味となる。飲用は無料。また、持ち帰りは、500ｍｌペットボトル1人1本まで無料。
西方には、名水百選に選定された男池湧水群が位置している。
2019年10月4日、従来「湯布院温泉」として国民保養温泉地に指定されていた由布院温泉、湯平温泉に、庄内町阿蘇野地区周辺の飲泉を含む庄内温泉等の3地域の温泉を加えた5つの地域の温泉が「湯布院温泉郷」として国民保養温泉地に拡充指定された。